# Argentina Díaz Lozano
Argentina Díaz Lozano (1912-1999) là bút danh của nhà văn người Honduras Argentina Bueso Mejía. Bà là một nhà báo và tiểu thuyết gia, người đã viết theo phong cách lãng mạn với chủ đề nữ quyền. Bà đã giành được nhiều giải thưởng cho các cuốn sách của mình, bao gồm Golden Quetzel của Guatemala, Giải thưởng văn học quốc gia của Honduras Ramón Rosa và "Order Cruzeiro do Sud" của Brazil. Bà được nhận vào Academia Hondureña de la Lengua và là người phụ nữ Trung Mỹ duy nhất có tác phẩm chính thức giành giải thưởng Nobel Văn học.

## Tiểu sử
Năm sinh của Argentina Bueso Mejía theo các nguồn được trích dẫn là năm 1909, 1910 và 1917, nhưng phổ biến nhất là ngày 15 tháng 12 năm 1912 tại Santa Rosa de Copan, Honduras và bà là con của doanh nhân Manuel Bueso Pineda và Trinidad Mejía. Bà theo học tại Coligio María Auxiliadora ở Tegucigalpa trong khoảng thời gian từ năm 1925 đến 1928 và sau đó hoàn thành chương trình giáo dục trung học tại Học viện Holy Name ở Tampa, Florida. Năm 1929, bà kết hôn với Porfirio Díaz Lozano và lấy cả hai họ của ông làm bút danh của bà. Bà tốt nghiệp chuyên ngành báo chí tại Đại học de San Carlos de Guatemala
Bà bắt đầu viết cho các tờ báo khi học ở Guatemala và xuất bản các bài báo trên tờ Diario de Centroamerica, La Hora, El Imparcial và Prensa Libre và tại một thời điểm có một chuyên mục hàng tuần gọi là "Jueves Literutions" (Thứ năm văn học). Cuốn tiểu thuyết đầu tiên của bà, Perlas de mi rosario (cuentos) được xuất bản năm 1930 và tiếp theo là một số cuốn khác. Sự công nhận quan trọng đầu tiên của bà đến vào năm 1944 với Peregrinaje (Hành hương), đã giành giải thưởng văn học đầu tiên ở Mỹ Latinh trong một cuộc thi được tài trợ bởi Liên minh Pan-American và nhà xuất bản Farrar &amp; Rinehart. Giải thưởng đã dẫn đến việc cuốn sách của bà được xuất bản bằng tiếng Tây Ban Nha ở Santiago, Chile và bằng tiếng Anh bởi Farrar & Rinehart dưới tựa Enriqueta và tôi, cũng như sự công nhận của châu Âu. Từ năm 1945 đến 1955, Díaz Lozano làm việc trong thư viện của Viện Nhân chủng học và Lịch sử tại Đại học San Carlos. Bà cũng tham gia vào các cuộc tranh luận nữ quyền, tham dự Primer Congreso Interamericano de Mujeres thay mặt cho Comités Pro Paz y Libertad (Ủy ban vì Hòa bình và Tự do) của San Pedro Sula và Tegucigalpa.
Khoảng năm 1951, bà ly dị người chồng đầu tiên và vẫn giữ tên của mình và trong khoảng thời gian từ năm 1952 đến 1954, bà kết hôn với nhà ngoại giao Guatemala Darío Morales García. Năm 1956, Díaz Lozano đi cùng Morales đến Bỉ, nơi Morales đảm nhiệm một chức vụ tại Lãnh sự Guatemala ở Antwerp, Bỉ. Khi ở Châu Âu, bà học Mỹ thuật tại Đại học Utrecht ở Hà Lan và xuất bản một số cuốn sách bằng tiếng Pháp. Cuốn sách Mansión in la bruma của bà đã được Ligia Bernal de Samayoa chuyển thể thành sân khấu. Năm 1964, cuốn sách đã giành được giải Golden Quetzal của Guatemala là cuốn sách hay nhất trong năm và Díaz Lozano trở về từ Bỉ để được bổ nhiệm làm Tùy viên văn hóa cho Đại sứ quán Trinidad ở Guatemala.
Vào năm 1967 và 1968, bà đã thực hiện một loạt các cuộc phỏng vấn với phó tổng thống Guatemala Clemente Marroquín Rojas và mặc dù bà không hoàn toàn đồng ý với quan điểm chính trị của ông, bà thấy ông là một con người thú vị. Năm 1968, bà đã xuất bản một cuốn tiểu sử về ông và được trao giải thưởng văn học quốc gia Honduras "Ramón Rosa" và được gia nhập vào Academia Hondureña de la Lengua, cũng như nhận được giải "Order Cruzeiro do Sud" từ chính phủ Brazil. Năm 1971, bà bắt đầu cho ra tạp chí Revista Istmeña và xuất bản một cuốn tiểu thuyết, Su hora dưới bút danh "Suki Yoto". Năm 1986, cuốn tiểu thuyết sẽ được xuất bản dưới tên Caoba y orquídeas: novela. Năm 1973, bà đã xuất bản Aquel año rojo: novela và vào tháng 6 năm đó đã được đề cử làm ứng cử viên cho giải thưởng Nobel Văn học. Đề cử của bà đã được chấp nhận và bà là một ứng cử viên chính thức cho giải thưởng năm 1974. Díaz Lozano là người phụ nữ Trung Mỹ duy nhất có tác phẩm là ứng cử viên chính thức cho giải thưởng văn học Nobel.
Sau trận động đất ở Guatemala năm 1976, Díaz Lozano về nhà ở Antwerpen và sống qua lại giữa Bỉ và Guatemala, tiếp tục xuất bản vào những năm 1990. Vào tháng 2 năm 1999, bà quyết định thực hiện một chuyến đi thăm quê hương của mình ở Honduras.
Díaz Lozano qua đời vào ngày 13 tháng 8 năm 1999 tại Tegucigalpa, Honduras.

## Giải thưởng
- 1944: Tiểu thuyết hay nhất, Peregrinaje, Latin American Novel Contest Pan-American Union và Farrar & Rinehart[2]
- 1964: Cuốn sách của năm, Mansión in la bruma, Golden Quetzel (Guatemala)[2]
- 1968: Giải thưởng Văn học Quốc gia Honduras "Ramón Rosa" và được nhận vào Viện Ngôn ngữ Honduras[7]
- 1968: Order Cruzeiro do Sud, Brasil
- 1974 Được đề cử giải Nobel Văn học

## Tác phẩm tiêu biểu
- Perlas de mi rosario (cuentos) Tegucigalpa, Honduras: Talleres Tipográficos Nacionales (1930) (bằng tiếng Tây Ban Nha)
- Luz en la senda, novela Honduras: Tipográficos Nacionales, (1937) (bằng tiếng Tây Ban Nha)
- Método de mecanografía al tacto Guatemala: Talleres del Centro editorial (1939) (bằng tiếng Tây Ban Nha)
- Topacios, cuentos Tegucigalpa, Honduras: Editorial Calderón (1940) (bằng tiếng Tây Ban Nha)
- Peregrinaje Santiago, Chile: Zig-Zag (1944) (bằng tiếng Tây Ban Nha)
- Enriqueta and I New York: Farrar & Rinehart, Inc. (1944) (bằng tiếng Anh)
- Mayapán: novela histórica Guatemala: Editorial del Ministerio de Educación Pública (1950) (bằng tiếng Tây Ban Nha) (Reprinted bằng tiếng Anh by Indian Hills, Colorado: Falcon's Wing Press (1955))
- 49 días en la vida una mujer: novela histórica México: Editora Latino Americana (1956) (bằng tiếng Tây Ban Nha)
- Amberes en mis sueños Antwerp: s.n., (1960) (bằng tiếng Tây Ban Nha)
- Il faut vivre Brussels: Simone Eve Landercy (1960) (bằng tiếng Pháp)
- Sandalias sobre Europa Guatemala: Asociación de Autores y Amigos del Libro Nacional (1964) (bằng tiếng Tây Ban Nha)
- La maison dans la brume: roman Brussels: Simone Eve Landercy (1964) (bằng tiếng Pháp)
- Fuego en la ciudad; novela histórica México: B. Costa-Amie (1966) (bằng tiếng Tây Ban Nha)
- Aquí viene un hombre; biografía de Clemente Marroquín Rojas, político, periodista y escritor de Guatemala México: B. Costa-Amie (1968) (bằng tiếng Tây Ban Nha)
- Aquel año rojo: novela México: B. Costa-Amic (1973) (bằng tiếng Tây Ban Nha)
- Eran las doce ... y de noche: un amor y una época: novela México: B. Costa-Amic (1976) (bằng tiếng Tây Ban Nha)
- And we have to live = Y tenemos que vivir Palos Verdes, California: Morgan Press (1978) (bằng tiếng Anh) và Guatemala: Editorial "José de Pineda Ibarra" (bằng tiếng Tây Ban Nha)
- Ciudad errante (el hombre sin edad): novela en escenario histórico México: B. Costa-Amic (1983) (bằng tiếng Tây Ban Nha)
- Caoba y orquídeas: novela Guatemala: CENALTEX, Ministerio de Educación (1986) (bằng tiếng Tây Ban Nha)
- Ha llegado una mujer México: Editorial Diana (1990) (bằng tiếng Tây Ban Nha)